# Vera y el placer de los otros
Vera y el placer de los otros es una película de comedia dramática y coming-of-age argentina de 2023 dirigida y escrita por Romina Tamburello y Federico Actis. Narra la historia de una adolescente que crea su propio negocio al alquilar departamentos a otras personas para que tengan relaciones sexuales. Está protagonizada por Luciana Grasso e Inés Estévez. La película se estrenó mundialmente el 8 de noviembre de 2023 durante el Festival de Cine Black Nights de Tallin en Estonia, mientras que su estreno comercial en las salas de cines de Argentina fue el 21 de noviembre de 2024.

## Sinopsis
Sigue la vida de Vera, una adolescente que está cursando su último año de la escuela secundaria y vive en Rosario con su madre, que trabaja como agente inmobiliario. A escondidas de ella, Vera se dedica a cobrar el alquiler de uno de los departamentos vacíos que suele mostrar su madre, a otros jóvenes para que puedan tener relaciones sexuales. Sin embargo, con el tiempo Vera también comienza a experimentar su sexualidad con los clientes.

## Elenco
- Luciana Grasso como Vera
- Inés Estévez como Adriana
- Estefanía Nicoló como Nadia
- David Zoela como Martín
- Mariano Raimondi como Luis
- Carlos Resta como Roberto

## Recepción

### Comentarios de la crítica
La película recibió reseñas favorables por parte de los críticos. Diego Brodersen de Página 12 señaló que «los realizadores apuestan por un esquema narrativo terso y transparente que jamás derrapa en el sensacionalismo dramático o la estudiantina». Paula Vázquez Prieto de La Nación destacó que «Tamburello y Actis apuestan a un tratamiento de la sexualidad que escapa a etiquetas y fórmulas preestablecidas, que explora el propio devenir de su personaje con una libertad bienvenida».
En una reseña para Indie Hoy, Julieta Aiello escribió «el film es realista, no solo porque propone que los deseos y la rebeldía son irrefrenables, sino porque tendrán consecuencias inmanejables para una niña». Amparo Cabal de Escribiendo cine valoró que «la premisa de Vera y el placer de los otros es potente y divertida, y su desarrollo no se queda atrás».

### Premios y nominaciones
| Premio/Festival de Cine                              | Fecha del evento                         | Categoría                                         | Nominado                           | Resultado | Ref.   |
| ---------------------------------------------------- | ---------------------------------------- | ------------------------------------------------- | ---------------------------------- | --------- | ------ |
| Festival Internacional de Cine de Mar del Plata      | 2 al 12 de noviembre de 2023             | Mejor dirección                                   | Romina Tamburello y Federico Actis | Ganadores | [ 10 ] |
| Festival Internacional de Cine de Autor de Barcelona | 4 al 14 de abril de 2024                 | Premio de la crítica                              | Vera y el placer de los otros      | Ganador   | [ 11 ] |
| Festival Internacional de Cine de Miami              | 5 al 14 de abril de 2024                 | Premio Jordan Ressler - Mejor ópera prima         | Vera y el placer de los otros      | Nominada  | [ 12 ] |
| Festival de Cine Queer de Vancouver                  | 12 al 22 de septiembre de 2024           | Premio del público - Mejor película internacional | Vera y el placer de los otros      | Ganador   | [ 13 ] |
| Festival Internacional de Cine de San Sebastián      | 20 al 28 de septiembre de 2024           | Premio Sebastiane Latino                          | Vera y el placer de los otros      | Nominada  | [ 14 ] |
| Festival Audiovisual Bariloche                       | 30 de septiembre al 6 de octubre de 2024 | Mención especial                                  | Vera y el placer de los otros      | Ganadora  | [ 15 ] |
| Festival Audiovisual Bariloche                       | 30 de septiembre al 6 de octubre de 2024 | Premio ASA - Sonido                               | Agustín Pagliuca y Santiago Zecca  | Ganador   | [ 15 ] |
| Festival Audiovisual Bariloche                       | 30 de septiembre al 6 de octubre de 2024 | Mejor interpretación femenina                     | Luciana Grasso                     | Ganadora  | [ 15 ] |
| Festival Audiovisual Bariloche                       | 30 de septiembre al 6 de octubre de 2024 | Mejor interpretación masculina                    | Carlos Resta                       | Ganador   | [ 15 ] |
| Festival de Cine Premio Iris LGBTQ+                  | 13 al 18 de octubre de 2024              | Mejor interpretación femenina                     | Luciana Grasso                     | Ganadora  | [ 16 ] |
| Festival Internacional de Cine de Puerto Madryn      | 18 al 26 de octubre de 2024              | Voto del público                                  | Vera y el placer de los otros      | Ganador   | [ 17 ] |
| Festival Internacional de Cine de Puerto Madryn      | 18 al 26 de octubre de 2024              | Premio La Hayemedia                               | Vera y el placer de los otros      | Ganador   | [ 17 ] |
| Festival Internacional de Cine de Puerto Madryn      | 18 al 26 de octubre de 2024              | Mejor actriz                                      | Luciana Grasso                     | Ganadora  | [ 17 ] |
| Festival Internacional de Cine de Puerto Madryn      | 18 al 26 de octubre de 2024              | Premio Género DAC                                 | Romina Tamburello                  | Ganadora  | [ 17 ] |
| Premios Cóndor de Plata                              | 20 de febrero de 2025                    | Mejor ópera prima                                 | Vera y el placer de los otros      | Nominado  | [ 18 ] |
| Premios Cóndor de Plata                              | 20 de febrero de 2025                    | Mejor actriz de reparto                           | Inés Estévez                       | Nominada  | [ 18 ] |
| Premios Cóndor de Plata                              | 20 de febrero de 2025                    | Revelación femenina                               | Luciana Grasso                     | Nominada  | [ 18 ] |